# Kefir

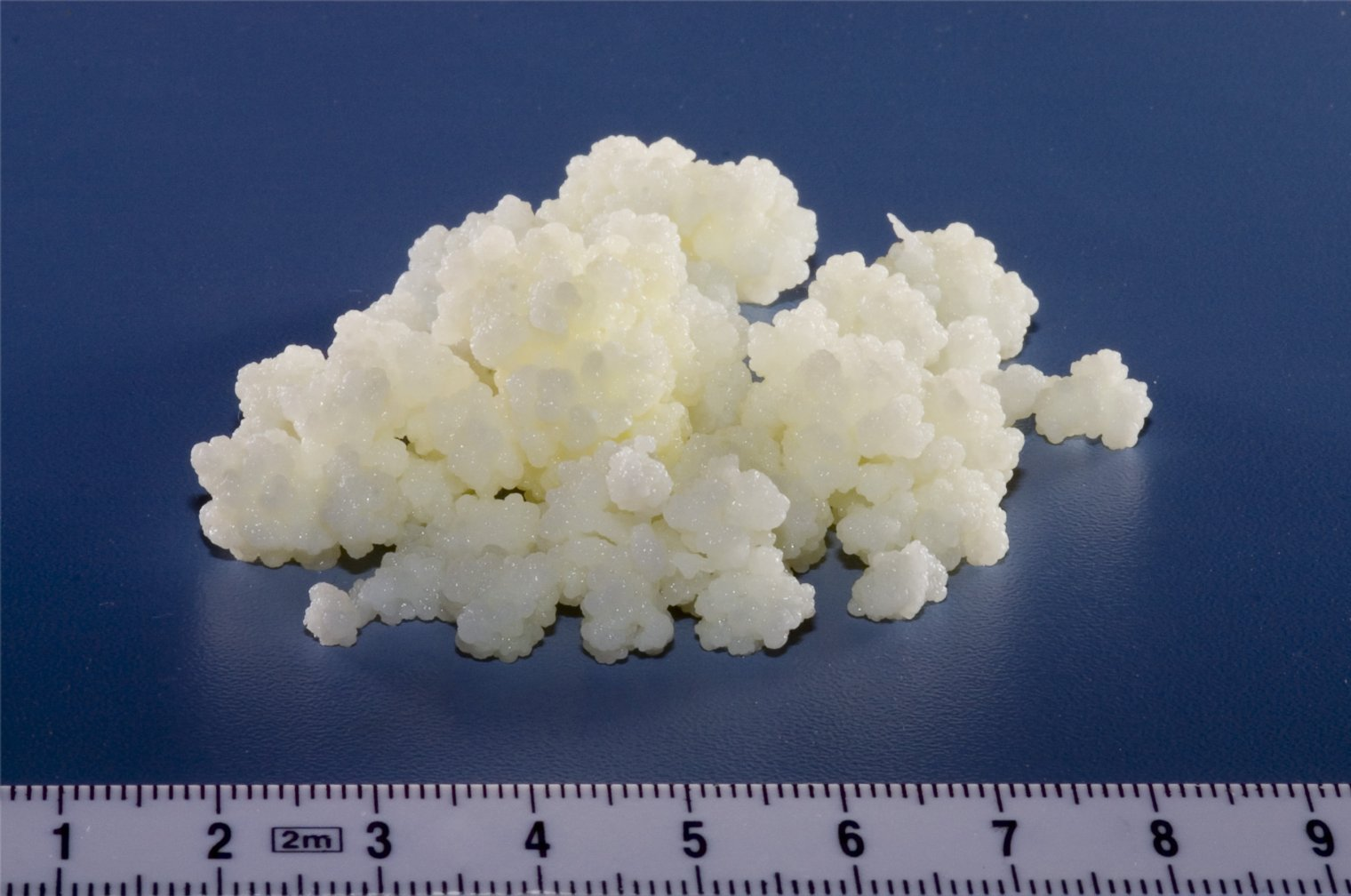
Kefirkorn.

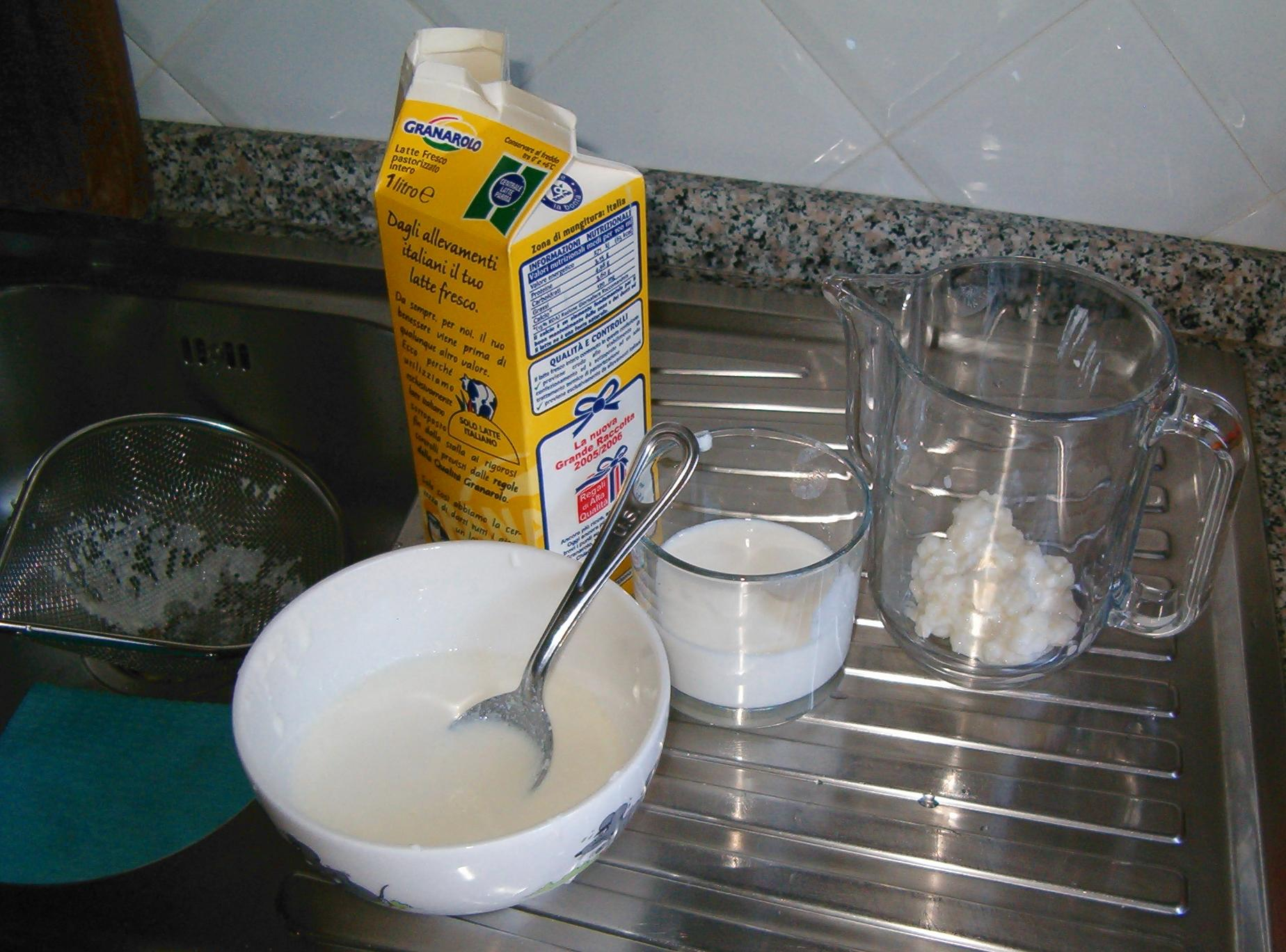
Kefirberedning

Kefir är en form av kulturmjölk som tillverkas med hjälp av kefirkorn eller kefirgryn som tillsättes i mjölk och sedan silas ifrån och återanvänds vid nästa kefirtillverkning.
Det finns många olika typer av mikroorganismer som används till kefir, men bakterien Lactobacillus acidophilus och jästsvampen Saccharomyces kefir är vanliga. Kefir har en jästaktig smak och är mest populär i Östeuropa. Kefir går att tillverka av nästan alla slags mjölksorter såsom exempelvis getmjölk, komjölk, hästmjölk, sojamjölk och kokosmjölk. Enligt vissa bör man använda sig av opastöriserad eller lågpastöriserad mjölk som är ohomogeniserad och ekologisk.
Kefir innehåller rikligt med laktobaciller som bidrar till en sund och hälsosam tarmflora. Kefir har visat sig kunna modulera immunförsvaret och minska infektioner orsakade av virus som Zika, hepatit C och influensa, enligt en sammanställning av studier, som publicerades år 2020. I den sammanställningen pekar forskare mot att kefir skulle kunna vara en lovande strategi för behandling av COVID-19-patienter.
Vassla från kefir är utmärkt att starta surdeg eller surkål med och hjälper till så att syrajäsningen kommer igång redan efter några timmar. Kefirgrynen kallas även tibetansk svamp eller kefirsvamp.

## Egentillverkad kefir
När man tillverkar kefir själv hemma så är det viktigt att veta att grynen kan bli förstörda vid långvarig kontakt med metall, så redskap av plast, glas eller trä bör användas. Den färdiga kefiren ska ej heller förvaras i metallkärl. Den färdiga kefiren är mycket hållbar och kan användas som konserveringsmedium för färskost och liknande, i stället för saltlag[källa behövs]. Man byter då till nytt kefirvatten cirka en gång i veckan.
Det går även att syra fruktsafter och teer till kefirdrycker, men till detta behövs en speciell sorts kefirgryn som kallas för vattenkefirgryn. Grynen behöver några dagar till att ställa om sig och är känsliga under den tiden. Det går att köpa båda sorterna. De gryn som producerar vattenkefir ser genomskinliga ut i stället för mjölkvita. Efter en omställning kan det dröja innan den växer i storlek och kan delas igen, därför är det bättre att behålla produktionen antingen som vattenkefir eller mjölkkefir under längre tid.

## Kefir i Sverige
Arla lanserade sin Kefir 1978. I Sverige används mjölk med en treprocentig fetthalt vid tillverkning av Kefir, det vill säga samma fetthalt som vid tillverkning av filmjölk.. Arlas kefir är dock inte smakmässigt lik hemmagjord (äkta) kefir, då hemmagjord kefir innehåller fler olika bakterier och jästsvampar, hemmagjord kefir är därför ofta lätt naturligt kolsyrad, något Arlas variant ej är . På grund av Rysslands invasion av Ukraina stoppade Arla försäljningen av kefir i mars 2022, då förpackningen ansågs opassande. Efter ändring av förpackningen återupptogs produktionen.